# Arthonnay
Arthonnay és un municipi francès, situat al departament del Yonne i a la regió de Borgonya - Franc Comtat. L'any 2007 tenia 170 habitants.

## Demografia

### Població
El 2007 la població de fet d'Arthonnay era de 170 persones. Hi havia 88 famílies, de les quals 32 eren unipersonals (8 homes vivint sols i 24 dones vivint soles), 36 parelles sense fills, 16 parelles amb fills i 4 famílies monoparentals amb fills.
La població ha evolucionat segons el següent gràfic:
Habitants censats

### Habitatges
El 2007 hi havia 151 habitatges, 86 eren l'habitatge principal de la família, 52 eren segones residències i 13 estaven desocupats. Tots els 147 habitatges eren cases. Dels 86 habitatges principals, 74 estaven ocupats pels seus propietaris, 10 estaven llogats i ocupats pels llogaters i 2 estaven cedits a títol gratuït; 1 tenia una cambra, 2 en tenien dues, 17 en tenien tres, 27 en tenien quatre i 39 en tenien cinc o més. 72 habitatges disposaven pel capbaix d'una plaça de pàrquing. A 48 habitatges hi havia un automòbil i a 25 n'hi havia dos o més.

### Piràmide de població
La piràmide de població per edats i sexe el 2009 era:
| Homes | Edats   | Dones |
| ----- | ------- | ----- |
| 0     | 95 o +  | 0     |
| 0     | 90 a 94 | 0     |
| 0     | 85 a 89 | 8     |
| 4     | 80 a 84 | 0     |
| 4     | 75 a 79 | 8     |
| 0     | 70 a 74 | 0     |
| 12    | 65 a 69 | 4     |
| 16    | 60 a 64 | 16    |
| 4     | 55 a 59 | 0     |
| 8     | 50 a 54 | 12    |
| 12    | 45 a 49 | 0     |
| 8     | 40 a 44 | 8     |
| 4     | 35 a 39 | 4     |
| 4     | 30 a 34 | 4     |
| 0     | 25 a 29 | 0     |
| 12    | 20 a 24 | 0     |
| 4     | 15 a 19 | 4     |
| 4     | 10 a 14 | 0     |
| 4     | 5 a 9   | 4     |
| 4     | 0 a 4   | 4     |

## Economia
El 2007 la població en edat de treballar era de 106 persones, 70 eren actives i 36 eren inactives. De les 70 persones actives 56 estaven ocupades (33 homes i 23 dones) i 14 estaven aturades (7 homes i 7 dones). De les 36 persones inactives 17 estaven jubilades, 6 estaven estudiant i 13 estaven classificades com a «altres inactius».

### Ingressos
El 2009 a Arthonnay hi havia 78 unitats fiscals que integraven 160 persones, la mediana anual d'ingressos fiscals per persona era de 15.509 €.

### Activitats econòmiques
Dels 5 establiments que hi havia el 2007, 1 era d'una empresa de fabricació d'altres productes industrials, 1 d'una empresa de construcció, 1 d'una empresa d'hostatgeria i restauració, 1 d'una empresa d'informació i comunicació i 1 d'una empresa financera.
L'únic servei als particulars que hi havia el 2009 era un restaurant.
L'any 2000 a Arthonnay hi havia 11 explotacions agrícoles.

## Poblacions més properes
El següent diagrama mostra les poblacions més properes.